# Liste der Biografien/Goh
Liste der Biografien |
Portal Biografien |
Personensuche
# |
A |
B |
C |
D |
E |
F |
G |
H |
I |
J |
K |
L |
M |
N |
O |
P |
Q |
R |
S |
T |
U |
V |
W |
X |
Y |
Z |
?
 
Ga |
Gb |
Gc |
Gd |
Ge |
Gf |
Gh |
Gi |
Gj |
Gk |
Gl |
Gm |
Gn |
Go |
Gp |
Gq |
Gr |
Gs |
Gu |
Gv |
Gw |
Gy |
Gz
 
Goa |
Gob |
Goc |
God |
Goe |
Gof |
Gog |
Goh |
Goi |
Goj |
Gok |
Gol |
Gom |
Gon |
Goo |
Gop |
Gor |
Gos |
Got |
Gou |
Gov |
Gow |
Goy |
Goz
Die Liste der Biografien führt alle Personen auf, die in der deutschsprachigen Wikipedia einen Artikel haben. Dieses ist eine Teilliste mit 140 Einträgen von Personen, deren Namen mit den Buchstaben „Goh“ beginnt.

## Goh
- Goh Chok Tong (* 1941), singapurischer Politiker, Premierminister Singapurs und Generalsekretär der People’s Action Party (PAP)
- Goh King Chin (* 1939), bruneiischer Geschäftsmann und Politiker
- Goh Li, Mandy (* 2000), malaysische Hürdenläuferin
- Goh, Chui Ling (* 1992), singapurische Leichtathletin
- Goh, Daniel (* 1999), singapurischer Fußballspieler
- Goh, Dong-min (* 1999), südkoreanischer Fußballspieler
- Goh, Jin Wei (* 2000), malaysische Badmintonspielerin
- Goh, Keng Swee (1918–2010), singapurischer Politiker
- Goh, Kun (* 1938), südkoreanischer Politiker
- Goh, Liu Ying (* 1989), malaysische Badmintonspielerin
- Goh, Max (* 1998), singapurischer Fußballspieler
- Goh, Soon Huat (* 1990), malaysischer Badmintonspieler
- Goh, Steven (* 1988), australischer Tennisspieler
- Goh, V Shem (* 1989), malaysischer Badmintonspieler
- Goh, William (* 1957), singapurischer Geistlicher und Theologe, römisch-katholischer Erzbischof von SingapurWilliam Goh (* 1957)

William Goh (* 1957)

### Goha
- Gohain, Santana (* 1969), indische Bildhauerin
- Gohar Shahi, Riaz Ahmed (1941–2001), muslimischer Sufi und Autor
- Gohar, Hamed (1907–1992), ägyptischer Meereswissenschaftler und Pionier der Meeresforschung
- Gohar, Laila (* 1988), ägyptische Köchin und Vertreterin der Food Art
- Gohar, Nouran (* 1997), ägyptische Squashspielerin
- Gohara, Raiko (* 2003), britischer Schauspieler
- Gohara, Taketo (* 1975), japanischer Filmkomponist, Sounddesigner, Musikarrangeur und Musikproduzent
- Gohard von Nantes († 843), Heiliger
- Goharjan, Howhannes (* 1988), armenischer Fußballspieler
- Goharschad Ghazvini († 1628), iranische Kalligrafin und Kalligrafielehrerin
- Gohary, Mahmoud (* 1998), bahrainischer Hammerwerfer
- Gohary, Mahmoud El- (1938–2012), ägyptischer Fußballspieler und -trainer

### Gohb
- Gohberg, Israel (1928–2009), israelischer Mathematiker

### Gohd
- Göhde, Dietrich (* 1927), deutscher Mathematiker und Hochschullehrer
- Gohde, Heidemarie (* 1953), deutsche Schauspielerin, Hörspielsprecherin und Regisseurin
- Gohde, Jürgen (* 1948), deutscher evangelischer Theologe
- Gohde, Rainer (* 1948), deutscher Regisseur und Schauspieler sowie Sänger und Chansoninterpret
- Gohdes, Otto (1896–1945), deutscher Politiker (NSDAP), MdR

### Gohe
- Goheen, Moose (1894–1979), US-amerikanischer Eishockeyspieler
- Gohert, Richard (1895–1944), deutscher kommunistischer Widerstandskämpfer gegen den Nationalsozialismus

### Gohi
- Gohier, Louis-Jérôme (1746–1830), französischer Politiker
- Gohin, Ferdinand (1867–1944), französischer Romanist

### Gohl
- Gohl, Andreas (* 1994), österreichischer Freestyle-Skier
- Gohl, Christiane (* 1958), deutsche AutorinChristiane Gohl (* 1958)

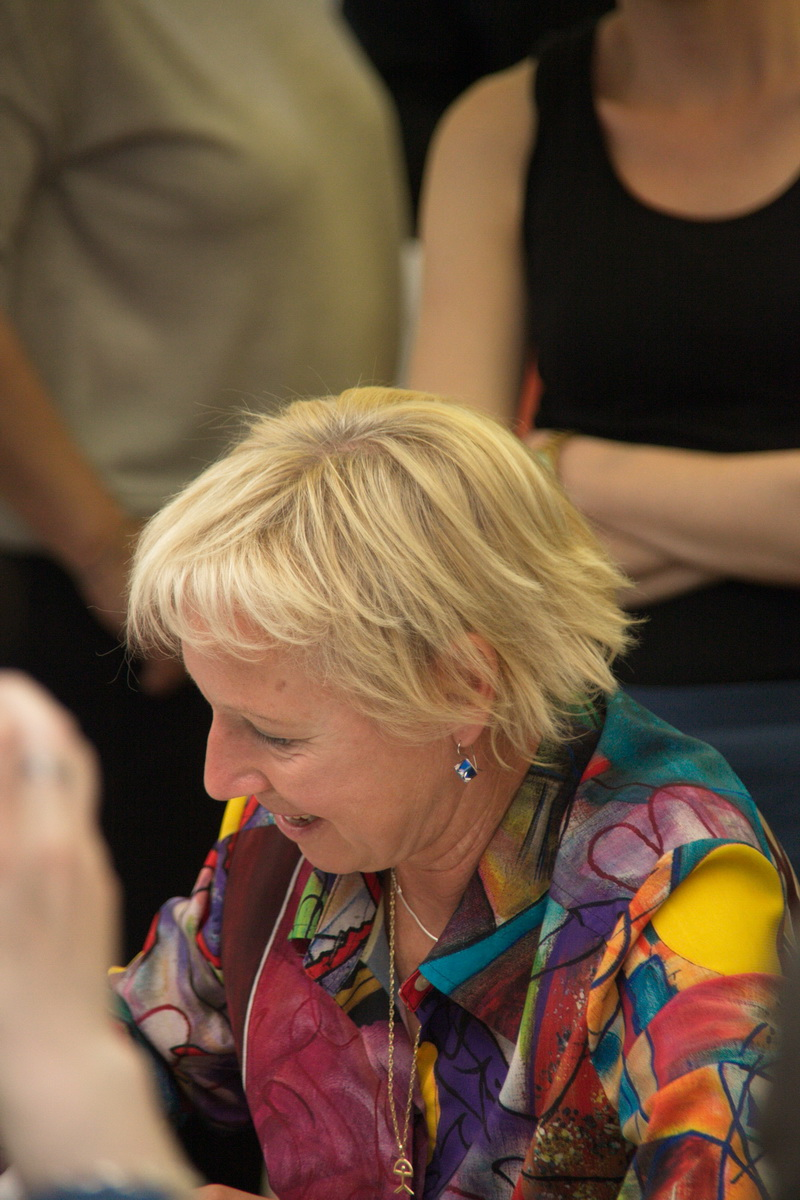
Christiane Gohl (* 1958)

- Gohl, Christopher (* 1974), deutscher Politikwissenschaftler und Politiker (FDP), MdB
- Gohl, Ernst-Wilhelm (* 1963), deutscher evangelischer Pfarrer, Landesbischof in Württemberg
- Göhl, Gustav Hermann (1859–1931), deutscher Lehrer, Philologe und Esperantist
- Gohl, Johann Daniel (1674–1731), deutscher Mediziner, praktizierender Arzt in Berlin und Halle, Brunnenarzt in Freienwalde und Physikus im Oberbarnimschen Kreis
- Gohl, Johannes (1908–1982), deutscher Stabsoffizier und Major der Wehrmacht
- Gohl, Matthias (* 1956), Schweizer Filmmusikproduzent und -komponist
- Gohl, Max (1886–1951), deutscher kommunistischer Widerstandskämpfer
- Göhl, Ronny (* 1982), deutscher Handballspieler
- Gohl, Theodor (1844–1910), Architekt
- Gohl, Ulrich (1930–2015), württembergischer evangelischer Pfarrer, Komponist und Dichter biblischer Singspiele
- Gohl, Wilhelm (1896–1958), deutscher Kommunal- und Landespolitiker (CDU)
- Gohl, Wilhelm (* 1926), deutscher Richter
- Gohl, Willi (1925–2010), Schweizer Dirigent, Chorleiter und Komponist
- Gohl-Cleff, Elly (1866–1926), deutsche Theaterschauspielerin
- Gohle, Emanuel (1867–1937), deutscher neuapostolischer Komponist und Liederdichter
- Göhle, Richard (1883–1972), deutscher Musikpädagoge, Chordirigent und Komponist
- Göhle-Sander, Kristina (* 1950), deutsche Juristin, Richterin, Gerichtspräsidentin
- Göhlen, Josef (* 1931), deutscher Kinderbuchautor und FilmproduzentJosef Göhlen (* 1931)

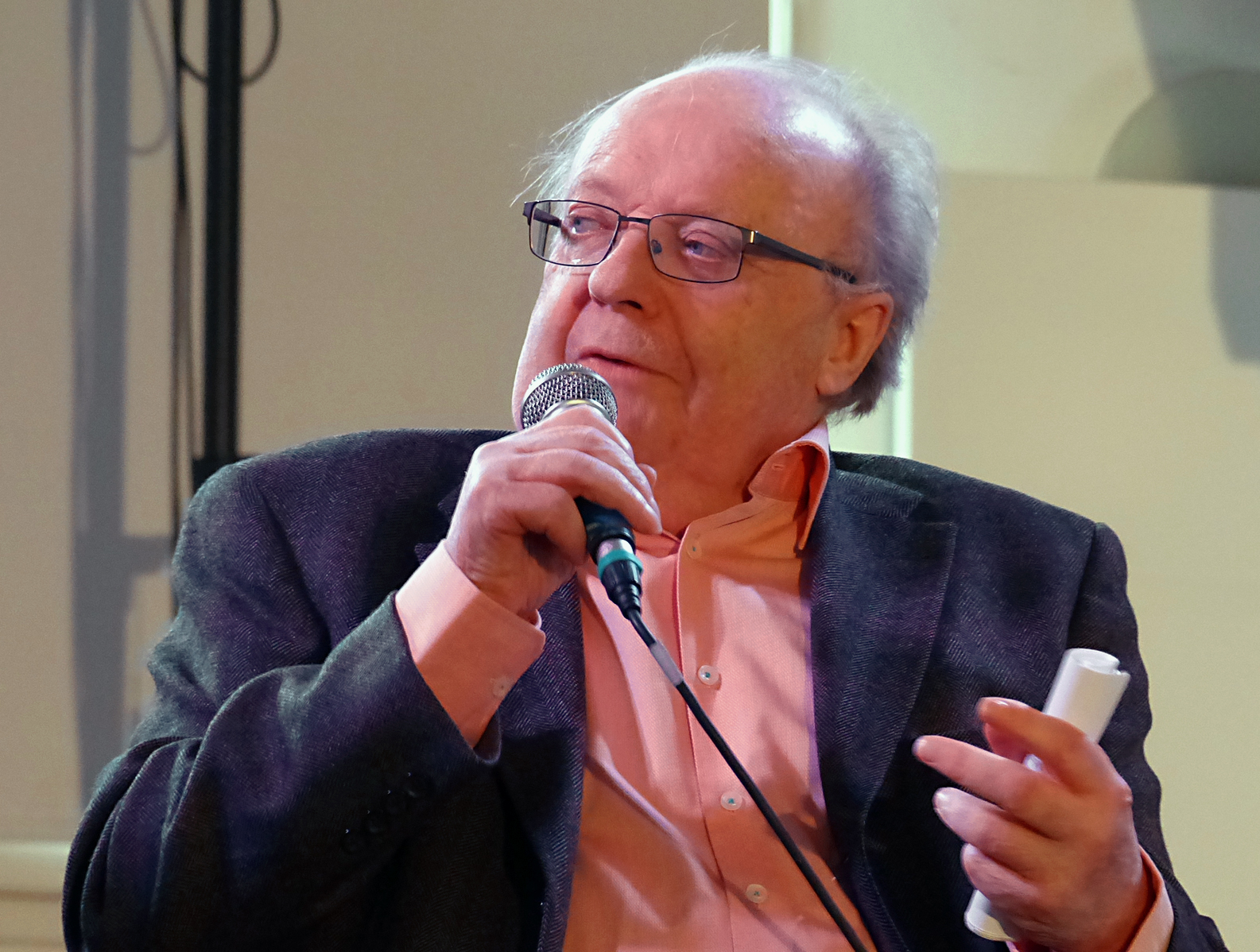
Josef Göhlen (* 1931)

- Göhler, Antje (* 1967), deutsche Schachspielerin
- Göhler, Fritz (1926–2007), deutscher Hörspielregisseur
- Göhler, Georg (1874–1954), deutscher Komponist, Dirigent, Musikerzieher und -kritiker
- Göhler, Gerhard (* 1941), deutscher Politikwissenschaftler
- Göhler, Hermann (1874–1959), Maler und Kunstgewerbler
- Göhler, Josef (1911–2001), deutscher Autor und Sportfunktionär
- Göhler, Kurt (1922–1988), deutscher DBD-Funktionär, MdV
- Göhler, Roland (* 1943), deutscher Weltmeister im Rudern
- Göhler, Siegfried (1916–1976), deutscher Schauspieler
- Göhler, Sigrid (* 1942), deutsche Schauspielerin
- Göhler, Sven (* 1967), deutscher Ballonfahrer
- Göhlert, Daniel (* 1980), deutscher Fußballspieler
- Göhlert, Tim (* 1984), deutscher Fußballspieler
- Göhlich, Horst (1926–2016), deutscher Maschinenbauingenieur und Hochschullehrer
- Göhlich, Michael (* 1954), deutscher Erziehungswissenschaftler
- Göhlich, Ursula B. (* 1967), deutsche Paläontologin
- Gohlis, Tobias (* 1950), deutscher Journalist, Literaturkritiker und Autor
- Gohlke, Albert (1949–1980), deutscher Komponist, Cellist und Musikpädagoge
- Gohlke, Cathy, US-amerikanische Schriftstellerin
- Gohlke, Erwin (* 1954), deutscher Leichtathlet
- Gohlke, Gerrit (* 1999), deutscher Fußballspieler
- Gohlke, Mascha (* 1976), deutsche Schauspielerin
- Gohlke, Nicole (* 1975), deutsche Politikerin (Die Linke), MdBNicole Gohlke (* 1975)

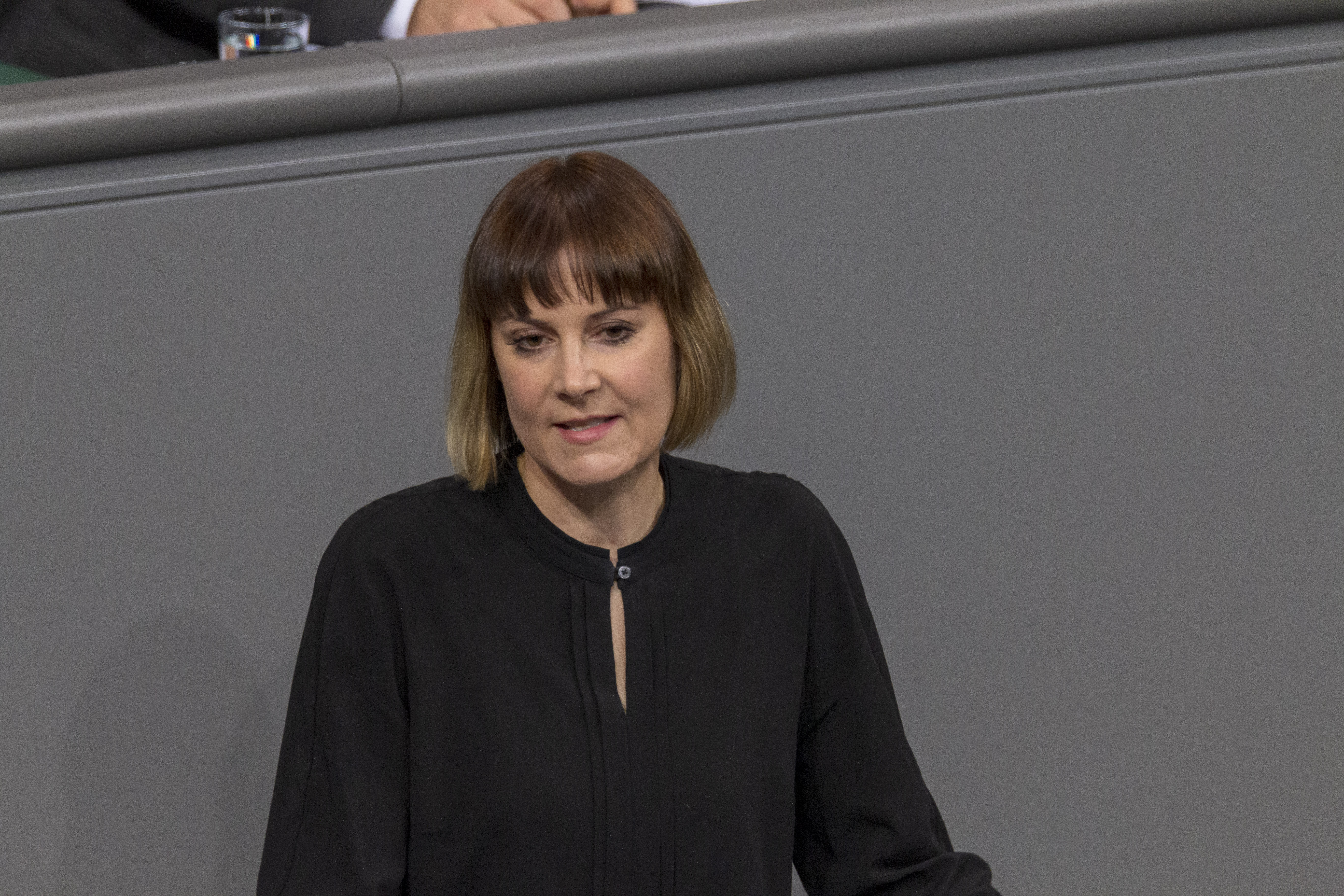
Nicole Gohlke (* 1975)

- Gohlke, Rajko (* 1969), deutscher Bassist und Gitarrist
- Gohlke, Reiner Maria (* 1934), deutscher Manager; Präsident der Treuhandanstalt; Sprecher der Geschäftsführung des Süddeutschen Verlags
- Gohlke, Roland (1929–2000), US-amerikanischer Chemiker
- Gohlke, Thomas (* 1966), deutscher Schauspieler
- Gohlke, Wilhelm (1838–1919), deutscher Feuerwerksoffizier und Waffenhistoriker

### Gohm
- Gohm, Hermann (* 1930), österreichischer Politiker (ÖVP), Landtagsabgeordneter zum Vorarlberger Landtag
- Gohm, Josef (1906–1983), österreichischer Politiker (VdU/FPÖ), Landtagsabgeordneter in Vorarlberg
- Göhmann, Lars (* 1968), deutscher Theater- und Kulturwissenschaftler
- Göhmann, Rudolf (1921–2014), deutscher Rechtsanwalt und Notar
- Göhmann, Thomas (* 1974), deutscher Autor von Kriminalromanen auch für Kinder
- Gohmert, Louie (* 1953), US-amerikanischer Richter und Politiker der Republikanischen Partei

### Gohn
- Göhner, Bernhard (1886–1974), deutscher Politiker (KPD), Widerstandskämpfer und Gewerkschaftsfunktionär
- Göhner, Ernst (1900–1971), Schweizer Bauunternehmer
- Göhner, Joachim († 1958), deutsches Mordopfer
- Göhner, Michael (* 1980), deutscher Triathlet
- Göhner, Peter (* 1950), deutscher Informatiker und Mathematiker
- Göhner, Reinhard (* 1953), deutscher Arbeitgeberfunktionär und ehemaliger Politiker (CDU)
- Göhner, Werner (1928–2008), deutscher Sportfunktionär

### Goho
- Gohory, Jacques (1520–1576), französischer Alchemist und Schriftsteller
- Gohou, Gerard Bi Goua (* 1988), ivorisch-ruandischer Fußballspieler
- Gohouri, Steve (1981–2015), ivorischer Fußballspieler

### Gohr
- Gohr, Arnold (1896–1983), deutscher Politiker (CDU der DDR), MdV
- Gohr, Ernst Christopher von († 1718), polnischer Kammerherr und Generalmajor
- Gohr, Ludwig von (1707–1771), königlich preußischer Oberst und Chef des Garnisons-Regiments Nr. 4
- Göhr, Marlies (* 1958), deutsche Leichtathletin und OlympiasiegerinMarlies Göhr (* 1958)

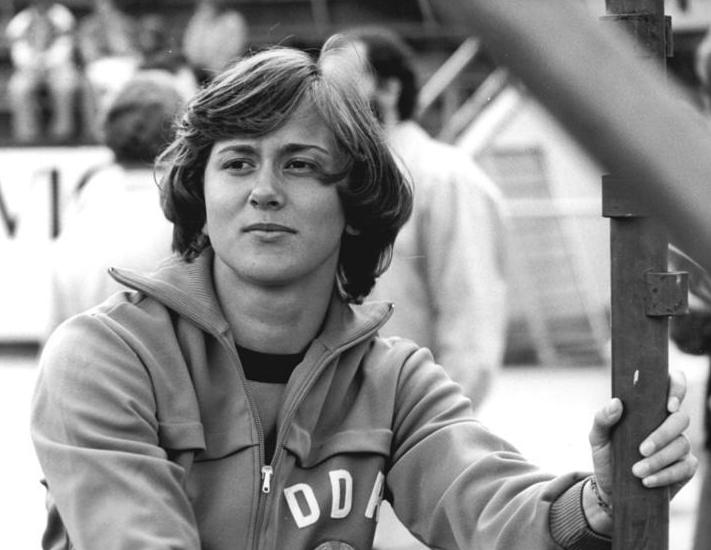
Marlies Göhr (* 1958)

- Gohr, Paul (1899–1983), deutscher Politiker (KPD, SED), Widerstandskämpfer
- Gohr, Siegfried (* 1949), deutscher Kunsthistoriker, Kurator und Hochschullehrer
- Gohr, Soelito (* 1973), brasilianischer Radrennfahrer
- Göhr, Ulrich (* 1953), deutscher FußballspielerUlrich Göhr (* 1953)

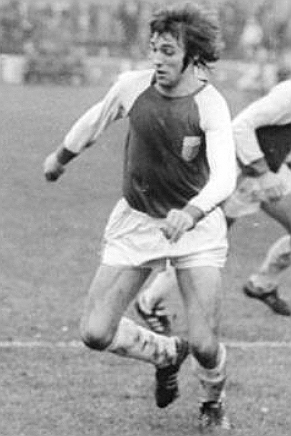
Ulrich Göhr (* 1953)

- Gohrbandt, Erwin (1890–1965), deutscher Chirurg und Hochschullehrer
- Gohrbandt, Klaus (* 1934), deutscher Mikropaläontologe
- Göhre, Frank (* 1943), deutscher Krimiautor
- Göhre, Paul (1864–1928), deutscher evangelischer Theologe und Pastor, Autor, Herausgeber und Politiker (SPD), MdR
- Göhre, Vincent (* 1993), deutscher Schauspieler
- Gohren, Adolph Wilhelm von (1685–1734), dänisch-deutscher evangelisch-lutherischer Theologe
- Gohren, Karl Theodor von (1836–1923), deutsch-österreichischer Agrikulturchemiker
- Gohren, Lothar von (1874–1923), deutscher Konteradmiral der Reichsmarine
- Göhring, Alexander (* 1977), deutscher Fußballspieler
- Göhring, Dieter (* 1935), deutscher Gewichtheber
- Göhring, Friedrich (1876–1948), deutscher Publizist und Politiker
- Göhring, Fritz (1909–1948), deutscher Maler
- Göhring, Heinz (1935–2000), deutscher Soziologe und Dolmetscher
- Göhring, Ludwig (1910–1999), deutscher Widerstandskämpfer im Dritten Reich
- Göhring, Madeleine (* 1965), deutsche Politikerin (CDU), MdHB
- Göhring, Mario (* 1982), deutscher Basketballspieler
- Göhring, Martin (1903–1968), deutscher Historiker
- Göhring, Valerie (* 1992), deutsche Dramaturgin
- Göhring, Viktor (* 1980), deutscher Fußballspieler
- Göhring, William (1843–1926), deutscher Generalkonsul in den Niederlanden
- Göhringer, Armin (* 1954), deutscher Maler und Bildhauer
- Göhringer, Diana (* 1980), deutsche Informatikerin und Hochschullehrerin
- Göhringer, Hans (1930–2019), deutscher Fußballtorhüter
- Göhringer, Marius (* 1992), österreichischer Eishockeyspieler
- Gohrisch, Jana (* 1962), deutsche Anglistin
- Göhrke, Gerhard (* 1937), deutscher Fußballspieler
- Gohrke, Natalie (* 1983), deutsche Basketballnationalspielerin
- Göhrs, Anton (1884–1944), deutscher Politiker (Zentrum), MdL
- Göhrs, Dorothea (* 1869), deutsche Theaterschauspielerin und Opernsängerin (Sopran)
- Göhrum, Kurt (1891–1953), deutscher SS-Gruppenführer und Polizeichef in Berlin

### Gohs
- Göhsl, Jan-Frederick (* 1993), deutscher Fußballspieler